# 時には昔の話を/森山周一郎 声優と呼ばれた俳優
『時には昔の話を/森山周一郎 声優と呼ばれた俳優』（ときにはむかしのはなしを/もりやましゅういちろう せいゆうとよばれたはいゆう）は2022年に公開されたドキュメンタリー映画である。
『紅の豚』の主人公ポルコ・ロッソ役や『刑事コジャック』のテリー・サバラス、またジャン・ギャバン、チャールズ・ブロンソンの日本語吹き替えなどで知られ、2021年に死去した俳優・声優の森山周一郎についてのドキュメンタリーである。監督は、以前から森山と親交のあった小原正至が務めた。

## 概要
吹き替えの草創期から活躍した森山の話を中心に、声優文化の歴史と、森山周一郎が未来へ託す思いを描く。
森山と小原が手掛けたアニメーション作品『THE ANCESTOR』（2017年）は、米国アカデミー賞公認のショートショートフィルムフェスティバル＆アジア 2018にてアニメ作品初のジャパン部門優秀賞と東京都知事賞を受賞。二作目『アイアンプレッジ』（2021年）は国内外の映画祭で多くの上映を果たした。そして三作目となる本作は、森山の経験した戦後の芸能界や生収録のアテレコの現場、競争率が高く厳しい世界を生き抜いた仕事術など、未来の俳優・声優達への想いを託す作品を目指す事になった。しかし2021年2月に森山は永眠。森山の想いを受けた小原らスタッフによって、作品が完成した。
本作には、森山の劇団東芸時代の後輩である野沢雅子や、先輩である大塚周夫の息子の大塚明夫のほか、森山の初監督作品『幻想のParis』（1992年）に出演した俳優の中尾彬と主題歌を担当したLiLiCo、スタジオジブリ作品『風の谷のナウシカ』（1984年）の主演を務めた声優・島本須美、同スタジオ作品『紅の豚』マダム・ジーナ役にて森山と共演した加藤登紀子などが出演。森山と彼らが生きた時代を語っていく。

## 楽曲
エンディングテーマは、森山と加藤登紀子が共演した『紅の豚』と同じく「時には昔の話を」が使われ、本作のために加藤による再レコーディングが行われた。
映画のタイトルは、この曲名がそのまま使用されることになった。

### 劇中歌について
劇中では、森山の初監督作品『幻想のParis』の主題歌をLiLiCoの歌ったというくだりがあるが、本編ではインストのみ使用されている。その件についてLiLiCoが制作に聞いたところ、権利の問題だったと知り、本人が方々へと掛け合っている。

## 出演
- 森山周一郎
- 大塚明夫
- 加藤登紀子
- 島本須美
- 中尾彬
- 野沢雅子
- LiLiCo
- 名塚佳織（トークショー司会）

### ナレーション
- 清都ありさ
- 白那美アンジュ

## スタッフ
- 監督：小原正至
- プロデューサー：水谷匡宏、米倉稜一朗
- 音楽：サカノウエヨースケ、PeriTune、近藤真生、CHIAKI
- 撮影：柳澤公平、水谷匡宏
- 録音：ショウジタツヤ、宋晋瑞
- 英語字幕：サミハ・アンワー
- DTP：秋山菜津美
- ナレーターキャスティング・宣伝協力：二村知宏
- 配給協力：ユーステール、神原健太朗
- 予告編ナレーション：金子貴伸
- レコーディング：尾立昌典
- 製作：ベルジネ・タレント・エージェンシー、ベルジネピクチャーズ、プリネッツピクチャーズ、つくるスタジオ、オフィス森山
- 協力：アクロスエンタテインメント、株式会社アクロス ACROSS FRONTIER、J.ボイスタレント・プロフェッショナル・スクール